# Metleucauge chikunii
Metleucauge chikunii is een spinnensoort in de taxonomische indeling van de strekspinnen.
Het dier behoort tot het geslacht Metleucauge. De wetenschappelijke naam van de soort werd voor het eerst geldig gepubliceerd in 1992 door Tanikawa.